# قلمرو اوباما
قلمرو اوباما (به ژاپنی: 小浜藩, Obama-han)، یک دامنه (هان (ژاپن)) دایمیوهای فودای از دوره ادو ژاپن بود.